# Межава
Межава или Межево (блр. Межава; рус. Межево) језеро је у Расонском рејону Витепске области, на крајњем северу Републике Белорусије. Језеро се налази на око 8 км североисточно од варошице Расони, у басену реке Нишче (десне притоке реке Дрисе).
Дужина језера је до 2,82 км, максимална ширина до 1,36 км, док је површина акваторије око 2,06 км². Укупна дужина обалне линије је 10,2 км, док највећа дубина достиже до 3,3 метра. 
Обале су доста разуђене и пешчане, заливи су прекривени муљем. Водена вегетација расте до 60 метара од обале, односно до 1,5 метар дубине. На језеру се налазе 4 мала острва. 
Межава је проточно језеро, и кроз њега пртиче Јершовска река која отиче из језера Шевино. У језеро се улива река Черепетица. 
Од рибљих врста у језеру обитавају штука, деверика, шаран, кедер, крупатица, јаз, црвенперка и бодорка.